# Spaniolepis excavata
Spaniolepis excavata är en skalbaggsart som beskrevs av Hermann Julius Kolbe 1894. Spaniolepis excavata ingår i släktet Spaniolepis och familjen Melolonthidae. Inga underarter finns listade i Catalogue of Life.